# 손예림
손예림(2001년 9월 20일 ~ )은 대한민국의 가수이다. 
슈퍼스타K 시즌3에 참가해 "슈스케 꼬마"로 불렸다. 이후 페이브엔터테인먼트의 연습생으로 믹스나인에 참가했으나, 페이브 기획사 투어에서 탈락한 후 2018년에 결별했다. 이후 엔터테인먼트 뉴오더로 이적해 2020년 1월 5일 솔로 데뷔 싱글을 발표했다.